# Ентоні Паттерсон
Ентоні Паттерсон (англ. Anthony Patterson, нар. 10 травня 2000, Норт Шилд, Англія) — англійський футболіст, воротар клубу «Сандерленд».

## Ігрова кар'єра

### Клубна
Ентоні Паттерсон є вихованцем клубної академії «Сандерленда». В липні 2019 року воротар підписав з клубом професійний контракт. І 10 листопада 2020 року у матчі турніру Трофей Футбольної ліги Ентоні дебютував в основному складі «Сандерленда». В червні 2021 року воротар підписав з клубом новий контракт з опцією продовження угоди ще на один рік.
У вересні 2021 року Паттерсон приєднався до клубу «Ноттс Каунті» на правах оренди, де провів дев'ять матчів. Та вже другу подовину сезону 2021/22 воротар проводив в складі свого основного клубу. І вже з наступного сезону Паттерсон забронював за собою місце основного воротаря «Сандерленда», з яким у червні 2022 року підписав новий контракт, терміном до 2026 року.

### Збірна
10 червня 2023 року Ентоні Паттерсон провів першу гру в складі молодіжної збірної Англії.

## Досягнення
Сандерленд
- Переможець плей - оф Чемпіоншипа: 2025[7]